# Ormuz III

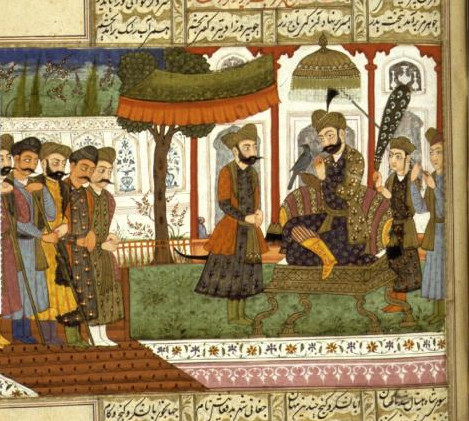
Hormizd III es coronado sha, autor desconocido,.

Orumuz III, o Hormizd III, fue un rey sasánida de 457 459.
Era el hijo mayor de Yazdegerd II, gobernador y rey de Sacasténe (Sagân Shâh) antes de su advenimiento. Se vio obligado a luchar contra su hermano Peroz I que no dudó en solicitar la colaboración de los hunos heftalitas contra la cesión de las ciudades de Bactriana Tâleqân y Tirmidh.
Durante la guerra civil, la regencia fue ejercida en Ctesifonte por la madre de los dos príncipes Dînak (Denagh) con el título de Reina de las reinas. Peroz era el preferido por el clero zoroástrico y era apoyado por los grandes nobles feudales. Ormuz III fue atacado cerca de Revy, fue derrotado y encarcelado. Por último fue ejecutado.